# Liet-Lávlut
Liet-Lávlut neboli Liet Ynternasjonaal je každoroční hudební festival pro hudební umělce zpívající některým z evropských minoritních jazyků. Poprvé se konala v roce 2002 v Leeuwarden v Nizozemsku, kde se konaly i ostatní první ročníky, postupně se ale festival začal pořádat i v jiných městech. Další (v pořadí devátý) ročník festivalu se má konat 1. prosince 2012 ve městě Gijón na severu Španělska.

## Vítězové
| Ročník | Místo konání           | Jazyk                   | Píseň                  | Interpret                     | Cena        |
| ------ | ---------------------- | ----------------------- | ---------------------- | ----------------------------- | ----------- |
| 2002   | Nizozemsko, Leeuwarden | katalánština            | En Pere Galleri        | Pomada                        | Obě ceny    |
| 2003   | Nizozemsko, Leeuwarden | sámština                | Mijajaa                | Transjoik                     | Cena poroty |
| 2003   | Nizozemsko, Leeuwarden | kornština               | Vodya                  | Gwenno                        | Cena diváků |
| 2004   | Nizozemsko, Leeuwarden | sámština                | Rabas mielain          | Niko Valkeapää                | Obě ceny    |
| 2006   | Švédsko, Östersund     | severní sámština        | Luđiin muitalan        | Johan Kitti a Ellen Sara Bæhr | Cena poroty |
| 2006   | Švédsko, Östersund     | okcitánština            | Soleu Roge             | Liza Pannetier                | Cena diváků |
| 2008   | Švédsko, Luleå         | korsičtina              | Hosanna in excelsis    | Jacques Culioli               | Obě ceny    |
| 2009   | Nizozemsko, Leeuwarden | sámština                | Ii Iđit Vel            | SomBy                         | Cena poroty |
| 2009   | Nizozemsko, Leeuwarden | sardština               | Apu Biu                | Dr. Drer a CRC Posse          | Cena diváků |
| 2010   | Francie, Lorient       | faerština               | Rumdardrongurinl       | ORKA                          | Cena poroty |
| 2010   | Francie, Lorient       | furlanština             | Fieste                 | R.Esistance in Dub            | Cena diváků |
| 2011   | Itálie, Udine          | fríština                | Ien klap               | Janna Eijer                   | Cena poroty |
| 2011   | Itálie, Udine          | burgundská chorvatština | Gusla mi se je znicila | The Coffeeshock Company       | Cena diváků |

## Liet-Lávlut 2006
Vzhledem k tomu, že Sámové vyhráli dvě ze tří soutěží, rozhodlo se, že se festival bude konat v Östersund ve Švédsku. Předběžného vyřazovacího kola se zúčastnilo 60 soutěžících zpívajících ve 25 různých jazycích. Do finále bylo vybráno 11 písní, každá v jiném jazyce. Ačkoliv byl vítěz vybírán porotou, volit mohli i diváci pomocí internetu a SMS zpráv. Soutěž nakonec vyhrálo sámské duo Johan Kitti a Ellen Sara Bæhr s písní Luđiin muitalan v severní sámštině. Diváci zvolili Liza Pannetier s okcitánskou písní Soleu Roge.
| Vlajka                  | Umělec                        | Píseň                     | Jazyk             | Umístění    |
| ----------------------- | ----------------------------- | ------------------------- | ----------------- | ----------- |
| Vlajka Furlanska        | Arbe Garbe                    | Oh moj sin                | furlanština       |             |
| Vlajka Skotska          | Anna Murray a Findlay Macleod | An-raoir bha mi coiseachd | skotská gaelština |             |
| Vlajka Mužských ostrovů | Moot                          | Gyn Fockleyn              | manština          |             |
| Votská vlajka           | Raud-Ants                     | Kui miä kazvolin kanainõ  | votština          |             |
| Vlajka Basků            | Gari                          | Hil ez denak              | baskičtina        |             |
| Vlajka Okcitánie        | Liza Pannetier                | Soleu Roge                | okcitánština      | Cena diváků |
| Fríská vlajka           | Van Wieren                    | Nim dyn tiid              | západofríština    |             |
| Tornedalská vlajka      | Jord                          | Oonhän meilä vielä kieli  | meänkieli         | 5           |
| Vlajka Galicije         | Narf                          | Santiago                  | galicijština      |             |
| Sámská vlajka           | Johan Kitti a Ellen Sara Bæhr | Luđiin muitalan           | severní sámština  | 1           |
| Romská vlajka           | Karavan Familia               | Shej baxtali              | romština          | 2           |